# Кафана Шуматовац (Београд)
Кафана „Шуматовац“ у Македонској улици бр. 33 у Београду, поред зграде „Политике“ била је стециште новинара, глумаца, књижевника, спортиста, боема. Заједно са кафанама „Под липом“ и „Грмеч“, представљала је тзв. „Бермудски троугао“ београдске кафанске боемије друге половине 20. века.
Сматра се да је била и значајно састајалиште рокера током 70-их година.
Поред овог „Шуматовца“, постојале су још две кафане са истим називом на Чукарици и Чубури поред Каленићеве пијаце, али о њима нема више података.

## Прошлост и назив кафане
„Шуматовац“ се помиње још 1906. године. Кафана је добила назив по месту Шуматовац из околине Алексинца где је војска Отоманског царства доживело тежак пораз 1876. године.
Између два рата у кафани су се сакупљали професионални коцкари међу којима и чувени Јован Холец, отпуштени поштански службеник.
Познати власници кафане били су Стојан Миленковић (1912), Тома Тодоровић (1922) и Рихард Фрелих (1933), а кафеџије Сима Спасић (1906), Никола Тодоровић (1912), Милан Шрајер (1923), Добривоје Милетић (1930. и 1933) и Настас Поповић (1940-41).
Нова зграда кафане је подигнута 1923. године.

## Спорови и привремено затварање кафане
„Шуматовац“ је, као и велики број других познатих београдских кафана, припадао УП „Три грозда“. После приватизације кафана је мењала закупце, а потом је због дуговања постала предмет спорова између закупца и Општине Стари град, те је у једном периоду (2013−2015) била затворена.
Данас кафана ради као „Шуматовац – Al Forno“.